# Syzygium rivulare
Syzygium rivulare là một loài thực vật có hoa trong Họ Đào kim nương. Loài này được Vieill. ex Guillaumin miêu tả khoa học đầu tiên năm 1938.